# Ácido sulfámico
El ácido sulfámico, también conocido como ácido amidosulfúrico, es un compuesto químico con la fórmula H3NSO3. Este compuesto incoloro y soluble en agua tiene muchas aplicaciones. El ácido sulfámico se funde a 205 °C antes de descomponerse a temperaturas más altas en H2O, SO3, SO2 y N2.
El ácido sulfámico (H3NSO3) puede ser considerado un compuesto intermedio entre el ácido sulfúrico (H2SO4), y una sulfamida (H4N2SO2), efectivamente reemplazando un grupo –OH con un grupo –NH2 en cada paso.  Los sulfamatos son derivados del ácido sulfámico.

## Producción
El ácido sulfámico es producido industrialmente al tratar urea con una mezcla de trióxido de azufre y ácido sulfúrico (también conocido como oleum). La reacción tiene dos etapas:
OC(NH2)2  +  SO3   →   OC(NH2)(NHSO3H)
OC(NH2)(NHSO3H)  +  H2SO4   →   CO2  +  2 H3NSO3
De este modo, se produjeron aproximadamente 96,000 toneladas en 1995.

## Estructura y reactividad
Las soluciones en agua son inestables y lentamente hidrolizan para dar bisulfato de amonio, pero el sólido cristalino es estable por tiempo indefinido bajo condiciones de almacenamiento normal. Su comportamiento se parece a la de la urea, (H2N)2CO. Ambos liberan amoníaco al calentarlos en agua.

### Reacción con ácidos nítrico y nitroso
Con HNO2,el ácido sulfámico reacciona para dar N2, mientras que con HNO3,  proporciona N2O.
HNO2 + H3NSO3 → H2SO4 + N2 + H2O
HNO3 + H3NSO3 → H2SO4 + N2O + H2O

### Reacción con hipocloritos
La reacción con exceso de hipoclorito con el ácido sulfámico o sal de sulfamato da como resultado una reacción reversible N-clorosulfamato y N,N-diclorosulfamato.
HClO + H2NSO3H → ClNHSO3H + H2O
HClO + ClNHSO3H  Cl2NSO3H + H2O
En consecuencia, el ácido sulfámico es utilizado como scavenger de hipocloritos en la oxidación de aldehídos con clorito como ocurre en la oxidación de Pinnick.